# Trading Hub Europe
Die Trading Hub Europe GmbH (THE) mit Sitz in Düsseldorf und Niederlassung in Berlin ist der Marktgebietsverantwortliche im deutschen Gasmarkt. Bis zum 1. Oktober 2021 betrieb THE die beiden bis dato bestehenden Marktgebiete NetConnect Germany und Gaspool; seit dem 1. Oktober 2021 betreibt sie das gesamtdeutsche Marktgebiet Trading Hub Europe.

## Hintergrund
Die THE wurde zum 1. Juni 2021 durch Kooperation der Netzgesellschaften bayernets GmbH, Fluxys TENP GmbH, Gascade Gastransport GmbH, Gastransport Nord GmbH, Gasunie Deutschland Transport Services GmbH, GRTgaz Deutschland GmbH, Nowega GmbH, Ontras Gastransport GmbH, Open Grid Europe GmbH, terranets bw GmbH und Thyssengas GmbH gegründet.
Die THE stellt die operative Abwicklung der Marktgebietskooperation sicher.
Das Hochdruckleitungssystem im deutschlandweiten Marktgebiet Trading Hub Europe verfügt über eine Gesamtlänge von rund 40.000 km und verbindet mehr als 700 nachgelagerte Netze.
Die wesentlichen Aufgaben des Marktgebietsverantwortlichen umfassen den Betrieb des Virtuellen Handelspunktes (VHP), das Management von Bilanzkreisen und Regelenergie sowie die Bereitstellung und die Veröffentlichung von diversen Abrechnungs-, Transparenz- und Regelenergiedaten.